# Primi ministri del Gabon
I primi ministri del Gabon dal 1960 (data di indipendenza dalla Francia) al 2025 sono stati i seguenti.

## Lista
| Primo ministro                                                    | Primo ministro | Primo ministro                | Partito                      | Elezione                    | Mandato           | Mandato           |
| Primo ministro                                                    | Primo ministro | Primo ministro                | Partito                      | Elezione                    | Inizio            | Fine              |
| ----------------------------------------------------------------- | -------------- | ----------------------------- | ---------------------------- | --------------------------- | ----------------- | ----------------- |
|                                                                   |                | Léon M'ba                     | Partito Democratico Gabonese |                             | 17 agosto 1960    | 21 febbraio 1961  |
| Carica abolita (dal 21 febbraio 1961 al 16 aprile 1975)           |                |                               |                              |                             |                   |                   |
|                                                                   |                | Léon Mébiame                  | Partito Democratico Gabonese | 1980, 1985                  | 16 aprile 1975    | 3 maggio 1990     |
|                                                                   |                | Casimir Oyé-Mba               | Indipendente                 | 1990                        | 3 maggio 1990     | 2 novembre 1994   |
|                                                                   |                | Paulin Obame-Nguema           | Partito Democratico Gabonese | 1996                        | 2 novembre 1994   | 23 gennaio 1999   |
|                                                                   |                | Jean-François Ntoutoume Emane | Partito Democratico Gabonese | 2001                        | 23 gennaio 1999   | 20 gennaio 2006   |
|                                                                   |                | Jean Eyeghé Ndong             | Partito Democratico Gabonese | 2006                        | 20 gennaio 2006   | 17 luglio 2009    |
|                                                                   |                | Paul Biyoghé Mba              | Partito Democratico Gabonese | 2011                        | 17 luglio 2009    | 27 febbraio 2012  |
|                                                                   |                | Raymond Ndong Sima            | Partito Democratico Gabonese |                             | 27 febbraio 2012  | 27 gennaio 2014   |
|                                                                   |                | Daniel Ona Ondo               | Partito Democratico Gabonese |                             | 27 gennaio 2014   | 28 settembre 2016 |
|                                                                   |                | Emmanuel Issoze-Ngondet       | Partito Democratico Gabonese |                             | 28 settembre 2016 | 12 gennaio 2019   |
|                                                                   |                | Julien Nkoghe Bekale          | Partito Democratico Gabonese |                             | 12 gennaio 2019   | 16 luglio 2020    |
|                                                                   |                | Rose Christiane Raponda       | Partito Democratico Gabonese |                             | 16 luglio 2020    | 9 gennaio 2023    |
|                                                                   |                | Alain Claude Bilie By Nze     | Partito Democratico Gabonese |                             | 9 gennaio 2023    | 30 agosto 2023    |
| Carica sospesa (dal 30 agosto 2023 in seguito del colpo di stato) |                |                               |                              |                             |                   |                   |
|                                                                   |                | Raymond Ndong Sima            |                              | in seguito a colpo di stato | 8 settembre 2023  | 28 aprile 2025    |
| Carica soppressa (dal 28 aprile 2025)                             |                |                               |                              |                             |                   |                   |